# Winds of Change (Fitz and the Tantrums)
Winds of Change è un singolo dei Fitz and The Tantrums, pubblicato il 4 giugno 2010 come estratto dall'album in studio Pickin' Up the Pieces.

## Video musicale
Il video musicale del brano, diretto da Edon & Fitz è stato pubblicato il 21 luglio 2009.

## Tracce
1. Winds of Change – 4:10